# Храм Книги
Храм Книги (івр. היכל הספר Heikhal HaSefer) — відділ Музею Ізраїлю в Єрусалимі, в якому зберігаються рідкісні рукописи, зокрема манускрипти Біблії і сувої Мертвого моря, виявлені у 1947–56 роках у 11 печерах поблизу Ваді Кумрану, артефакти з Масади, інші рідкісні експонати.
Храм Книги розташований біля пагорбу Ґіват-Рам у західному Єрусалимі (початково планувалось розмістити його на самому пагорбі, щоб новобудова примикала до Національної бібліотеки Єврейського університету).

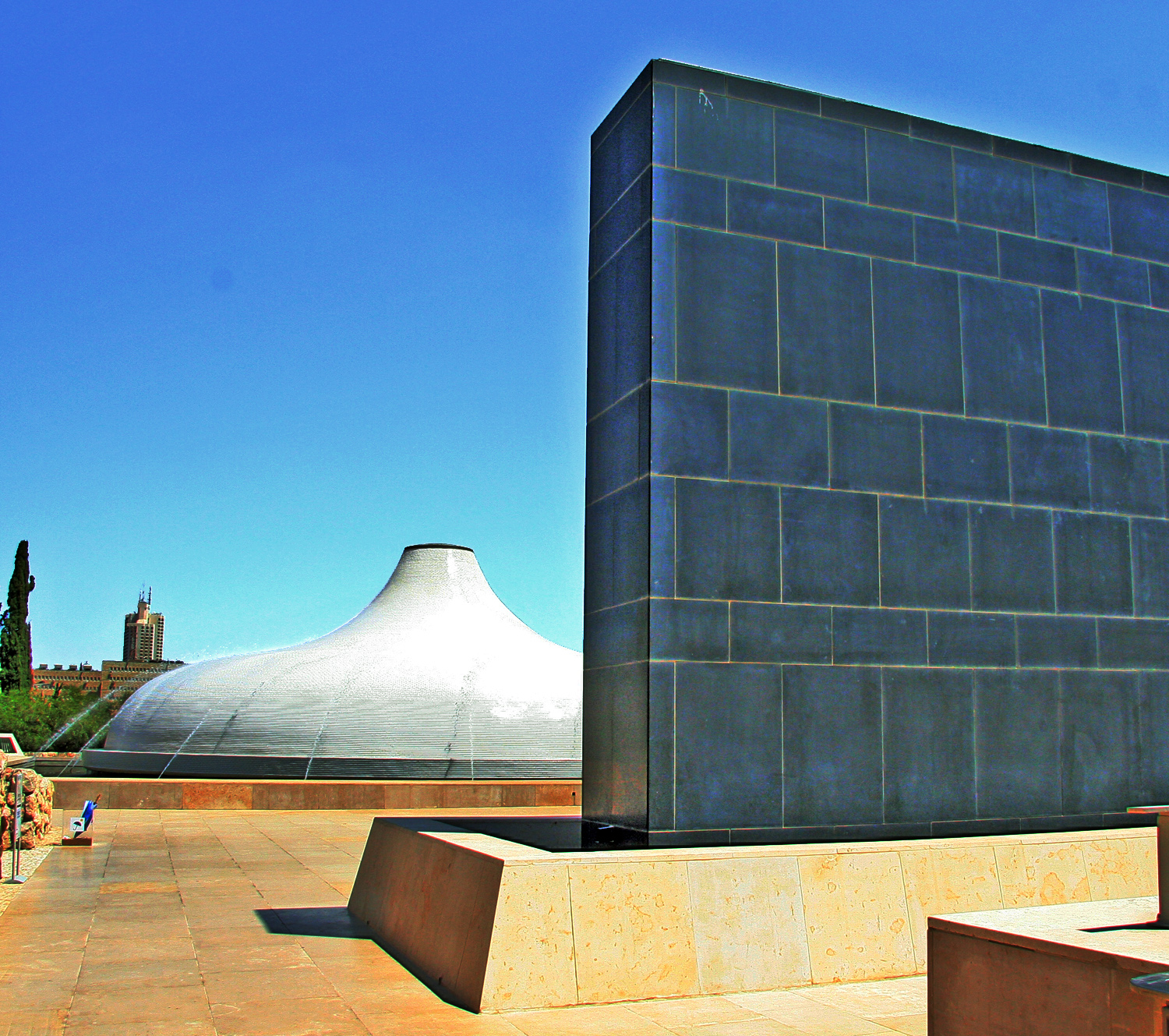
Білий храм і чорний мур

Сім років тривали розробка проекту і підготовка до зведення Храму Книги, що був споруджений у 1965 році. Визначну роль у становленні Храму відіграла родина Давида Самуеля Ґоттесмана (David Samuel Gottesman), єврейського іммігранта з Угорщини, філантропа і мецената, який придбав сувої Мертвого моря і безкоштовно передав їх Державі Ізраїль.
Храм Книги зведено у формі кришки глечика білого кольору (символізує посудини для зберігання сувоїв), таким чином, що дві третини споруди знаходиться під землею, що відображається у басейні з водою, що обрамляє будівлю. Поруч Храму вздовж тягнеться чорний базальтовий мур. Вибір форми споруди і кольорів не випадковий — прямота і чорний колір муру і закрученість та білизна будівлі символюзують довічну боротьбу світла і темряви, добра і лиха, Правди і Кривди.
Оскільки ламкість і вразливість сувоїв Мертвого моря робить недоцільним і неможливим експонування їх на постійній основі, у Храмі Книги постійно діє система ротації сувоїв. Після того, як сувій демонструвався впродовж 3–6 місяців, його поміщають у спеціальне сховище, де він проходить «відновлення» після експонування. Серед інших рідкісних експонатів Храму Книги — Алеппський кодекс.